# Двуреченск
Двуре́ченск — посёлок в Сысертском районе Свердловской области России, входит в состав Сысертского муниципального округа. В 1957—2004 годах имел статус рабочего посёлка (посёлка городского типа).

## Географическое положение
Двуреченск расположен в 50 километрах к юго-востоку от Екатеринбурга. Расположен в устье реки Сысерти, при её впадении в реку Исеть. В посёлке имеется пруд длиной в два километра и шириной до 200 метров.

## История
История Двуреченска начинается 1 декабря 1864 года, когда на реке Исети, недалеко от слияния её с Сысертью, начала свою работу Устьевская мельница Никифора Грачёва. Посёлок при мельнице назывался Устье. Работой предприятия первые два года руководил купец 2-й гильдии Степан Иванович Первушин, муж старшей дочери Грачёва, Александры. Мельница представляла собой трёхэтажное деревянное здание с водяным двигателем. В начале 1880-х годов мельница сгорела.
В 1920-е годы мельница находилась в собственности местного кооператива и сменила профиль: использовалась для размола хромитов, из которых затем делали краску. Хромиты в окрестностях поселения обнаружены ещё в XIX веке. Рудоносная зона располагается на левом берегу реки Исети. Наиболее крупные месторождения: Ревдинское, Первомайское, Козловское и Самохваловское. Карьер Ревдинских месторождений — самый большой — имел протяжённость 175 метров при ширине 40 и глубине до 15 метров. Первомайское месторождение (бывшее Владимиро-Княжеское) ещё до революции было вскрыто серией выработок различных размеров. Уже при советской власти началась промышленная переработка хромитов, завод производил дихроматы калия и натрия (имеют обобщённое техническое наименование хромпик), поэтому посёлок переименовали в Хромпик. Фабрика по переработке хромитов прекратила свою деятельность в 1941 году, но название оставалось.
В начале 1930-х годов на базе плотины двуреченского пруда работала мини-ГЭС.
В 1957 году при преобразовании в посёлок городского типа объявили конкурс на новое имя. Победило слово Двуреченск, предложенное одной из заводских сотрудниц. Современное наименование посёлку дала Ольга Митрофановна Дудко. Вот что она рассказала в интервью районной газете «Маяк»:
— В Свердловской области было тогда два посёлка с названием Хромпик (один — под Первоуральском), — рассказывает Ольга Митрофановна. — Из-за чего постоянно происходила какая-то путаница — то люди в командировку вместо одного Хромпика в другой приезжали, то товар не туда приходил. Собрал нас, инженерно-технических работников, директор предприятия и предложил придумать посёлку новое имя. Что только не предлагали? И Сталиногорск звучал, и Жданов…

— У нас в центре посёлка две речки сливаются. Давайте назовём его Двуреченск или Двуречье, — предложила я. На Двуреченске и остановились. О том, что это имя придумано мною, я вскоре забыла. Напомнил всем историю возникновения нового имени Иван Фёдорович Девятых в своей книге «История посёлка и завода».
5 апреля 1957 года Свердловский облисполком принял Решение № 180 «Выделить из состава Ключевского сельсовета пос. Хромпик и образовать в составе Сысертского района Двуреченский поссовет, присвоив рабочему посёлку наименование Двуреченск».
31 декабря 2004 года рабочий посёлок Двуреченск был отнесён к категории сельских населённых пунктов к виду посёлок.
Нынешняя граница посёлка была установлена 25 октября 2007 года.

## Население
| 1959 | 1970  | 1979  | 1989  | 2002  | 2010  | 2021  |
| ---- | ----- | ----- | ----- | ----- | ----- | ----- |
| 3311 | ↗3493 | ↗4066 | ↗5085 | ↗5206 | ↘4935 | ↘4457 |

## Инфраструктура
В Двуреченске есть дом культуры с библиотекой и кинотеатром, начальная и средняя школы, два детских сада, участковая больница, спортзал и небольшой стадион, пожарная часть, опорный пункт полиции, отделения «Почты России» и Сбербанка. В Двуреченске действует православный храм Николая Чудотворца.

### Промышленность
- Градообразующим предприятием посёлка является ПАО «КЗФ» («Ключевский завод ферросплавов»), входящее в число крупнейших производителей ферросплавов в мире. Выпускается феррохром, ферротитан, феррониобий, силикокальций, облицовочный материал из природного камня, известь технологическая.
- Второе крупное предприятие — ЗАО «Двуреченский щебень».

### Транспорт
Двуреченск связан автобусным сообщением с городами Екатеринбургом и Сысертью. В восьми километрах от посёлка находится железнодорожная станция Колюткино (на линии Екатеринбург — Каменск-Уральский).

## Экологические проблемы
В результате производственной деятельности на территории Двуреченска и вокруг него возникли очаги радиоактивного загрязнения. В постановлении Правительства Свердловской области от 02.08.1996 № 639-П «О мерах по ликвидации радиоактивного загрязнения в р.п. Двуреченск Сысертского района» указано:

 В процессе производственной деятельности расположенного в р.п. Двуреченск ОАО «Ключевской завод ферросплавов» образуются радиоактивные отходы (0,03 — 0,3 x 10 Ки/кг) в виде металлургических шлаков. Их складирование до 1985 года (до ввода в эксплуатацию пункта захоронения отходов) производилось на заводских отвалах: близлежащей лесной зоне, свалке бытовых отходов. С мест складирования шлаки несанкционированно использовались местным населением, в результате чего произошло радиоактивное загрязнение общественных и жилых зданий и селитебной территории посёлка (на отдельных участках — фон до 1000 мкр/час). Проводимые до 1996 года периодические мероприятия не дали существенных результатов. На 01.01.1996 подлежит дезактивации около 60 домов и около 40 участков территории. — 